# Rally Dakar 1987
Il Rally Dakar 1987 è stata la 9ª edizione del Rally Dakar (partenza da Parigi, arrivo a Dakar).

## Tappe
Nelle 22 giornate del rally raid furono disputate 18 tappe ed una serie di trasferimenti (circa 13.000 km), con 18 prove speciali per un totale di 8.315 km.

## Classifiche

### Moto
Hanno finito la gara 98 delle 154 moto iscritte.
| Pos. | Pilota              | Mezzo  |
| ---- | ------------------- | ------ |
| 1    | Cyril Neveu         | Honda  |
| 2    | Edi Orioli          | Honda  |
| 3    | Gaston Rahier       | BMW    |
| 4    | Franco Picco        | Yamaha |
| 5    | Carlos Mas          | Yamaha |
| 6    | François Charliat   | Honda  |
| 7    | Serge Bacou         | Yamaha |
| 8    | Thierry Charbonnier | Yamaha |
| 9    | Philippe Joineau    | Suzuki |
| 10   | Pierre Karsmakers   | Honda  |

### Auto
Hanno finito la gara 124 delle 312 auto iscritte.
| Pos. | Equipaggio                             | Mezzo                           |
| ---- | -------------------------------------- | ------------------------------- |
| 1    | Ari Vatanen / Bernard Giroux           | Peugeot 205 Turbo 16 Grand Raid |
| 2    | Patrick Zaniroli / Alain Lopes         | Range Rover                     |
| 3    | Kenjirō Shinozuka / Fenouil            | Mitsubishi Pajero               |
| 4    | Jean-Jacques Ratet / Michel Vantouroux | Toyota Land Cruiser             |
| 5    | Shekhar Mehta / Mike Doughty           | Peugeot 205 Turbo 16 Grand Raid |
| 6    | Klaus Seppi / Maurizio Arrivabene      | Mercedes 280 GE                 |
| 7    | Salvador Cañellas / Domenec Ferran     | Range Rover                     |
| 8    | Andrew Cowan / Johnstone Syer          | Mitsubishi Pajero               |
| 9    | Miguel Prieto / Ramon Termens          | Nissan Patrol                   |
| 10   | Joan Porcar / Rosendo Tourinan         | Range Rover                     |

### Camion
Hanno finito la gara 25 dei 73 camion iscritti.
| Pos. | Pos. Ass. | Equipaggio                                  | Mezzo    | Tempo     |
| ---- | --------- | ------------------------------------------- | -------- | --------- |
| 1    | 11        | Jan de Rooy / Geusens                       | DAF 360  | 68h31m00  |
| 2    | 28        | Karel Loprais / Krpec / Stachu              | Tatra    | 82h56m08  |
| 3    | 33        | Jiří Moskal / Joklik / Zalesk               | Liaz     | 89h17m13  |
| 4    | 37        | Giorgio Villa / Giorgio Delfino             | Mercedes | 94h01m22  |
| 5    | 41        | Giacomo Vismara / Renato Pozzetto / Minelli | Mercedes | 98h10m49  |
| 6    | 47        | Georges Groine / Malferiol                  | Mercedes | 101h42m20 |
| 7    | 51        | Raphael Gimbre / Lsnglois                   | Mercedes | 102h58m59 |
| 8    | 53        | Léonard / Chambon                           | Mercedes | 107h28m44 |
| 9    | 56        | Dieker / Ketelaars                          | DAF 360  | 108h02m22 |
| 10   | 60        | Ferri / Baumgartner                         | Mercedes | 108h58m32 |